# Christian Durstewitz

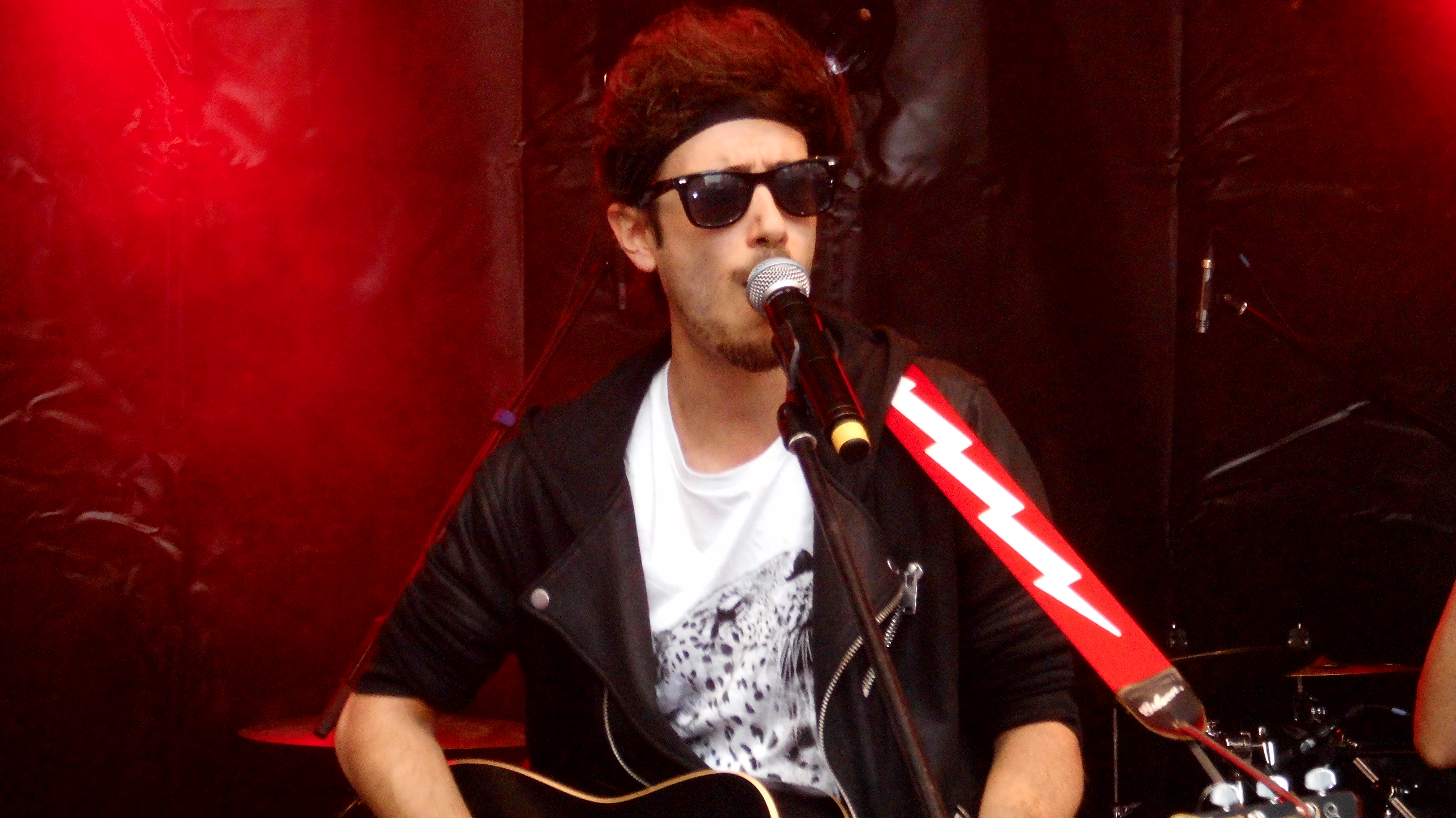
Christian Durstewitz auf dem Stadtfest Kassel 2015

Christian Durstewitz (* 11. Mai 1989 in Fritzlar) ist ein deutscher Sänger und Songschreiber. Bekannt wurde er durch seine Teilnahme an der Castingshow Unser Star für Oslo, der deutschen Vorentscheidung für den Eurovision Song Contest 2010.

## Anfänge
Christian Durstewitz ist der Sohn des Tenors Claus Durstewitz. Nach dem Abitur wandte er sich der Musik zu und betätigte sich als Komponist. 2006 trat er gemeinsam mit seinem Vater auf, und im Jahr darauf gab er zwei Konzerte mit einer Hardrock-Band. 2008 wirkte er bei Deutschland sucht den Superstar mit,  schied jedoch im Recall aus.

## Unser Star für Oslo
Als die Fernsehsender Das Erste und ProSieben 2010 zur Castingshow Unser Star für Oslo aufriefen, um den deutschen Kandidaten für den Eurovision Song Contest zu finden, kam Durstewitz in die Auswahl der zwanzig Kandidaten, die sich in den Fernsehshows präsentieren konnten. Er überzeugte die Jury und das Publikum vor allem mit seinen Eigenkompositionen und wurde Dritter hinter Jennifer Braun und der späteren Siegerin Lena Meyer-Landrut.

### Auftritte in der Show
| Show                                 | Lied                | Originalinterpret    |
| ------------------------------------ | ------------------- | -------------------- |
| 2. Ausscheidungsshow                 | Faith               | George Michael       |
| 3. Ausscheidungsshow                 | Change              | Daniel Merriweather  |
| 4. Ausscheidungsshow                 | Another Night       | Christian Durstewitz |
| 5. Ausscheidungsshow                 | Dance with Somebody | Mando Diao           |
| 6. Ausscheidungsshow (Viertelfinale) | Ochrasy             | Mando Diao           |
| 6. Ausscheidungsshow (Viertelfinale) | Stalker             | Christian Durstewitz |
| 7. Ausscheidungsshow (Halbfinale)    | I'm Yours           | Jason Mraz           |
| 7. Ausscheidungsshow (Halbfinale)    | In Your Hands       | Charlie Winston      |

## Karriere
Im April und Mai 2010 trat Durstewitz im Vorprogramm der Deutschlandtournee der Schweizer Sängerin Stefanie Heinzmann auf. Anschließend arbeitete Durstewitz in seinem Heimatort Altenlotheim an seinem Debütalbum. Die erste Single mit dem Lied Stalker, das er bereits im Casting vorgetragen hatte, erschien am 8. Oktober 2010. Zwei Wochen später folgte die Veröffentlichung des Albums Let Me Sing. Außer Faith komponierte Durstewitz alle Lieder selbst. Produziert wurde das Album im Berliner Valicon-Studio. 
Seine ersten Auftritte nach der Veröffentlichung hatte Durstewitz am 23. Oktober bei Schlag den Raab und in der folgenden Woche täglich mit jeweils zwei Liedern bei TV total. Im Januar 2011 veröffentlichte Durstewitz seine zweite Single Let Me Sing, die der Titelsong des Films Vorstadtkrokodile 3 ist. Daneben hat er eine kleine Gastrolle in dem Film. Im Februar absolvierte Durstewitz seine erste Deutschlandtournee. Im Juni 2011 trat er gemeinsam mit den heavytones auf dem Lambertusmarkt in Erkelenz und auf dem Jazz Festival Idstein auf.
2013 nahm Durstewitz an der österreichischen Castingshow Die große Chance im ORF teil. Er schied im zweiten Recall (eine von zwei Live-Shows mit je zehn Teilnehmern) aus, da er durch das Zuschauervoting nicht unter die ersten fünf Kandidaten gewählt wurde. Sein unterstützendes Jury-Mitglied Sido attestierte ihm eine der außergewöhnlichsten Stimmen im gesamten Wettbewerb.
2015 nahm Durstewitz mit befreundeten Musikern und ohne Vertriebslabel die CD Welt Zoo auf, die ausschließlich bei Konzerten verkauft wird.

## Diskografie

### Studioalben
| Jahr | Titel       | Höchstplatzierung, Gesamtwochen, AuszeichnungChartsChartplatzierungen (Jahr, Titel, Platzierungen, Wochen, Auszeichnungen, Anmerkungen) | Anmerkungen                            |
| Jahr | Titel       | DE | Anmerkungen                            |
| ---- | ----------- | --- | -------------------------------------- |
| 2010 | Let Me Sing | DE19 (3 Wo.)DE | Erstveröffentlichung: 22. Oktober 2010 |

### Singles
| Jahr | Titel Album         | Höchstplatzierung, Gesamtwochen, AuszeichnungChartsChartplatzierungen (Jahr, Titel, Album, Platzierungen, Wochen, Auszeichnungen, Anmerkungen) | Anmerkungen                           |
| Jahr | Titel Album         | DE | Anmerkungen                           |
| ---- | ------------------- | --- | ------------------------------------- |
| 2010 | Stalker Let Me Sing | DE38 (5 Wo.)DE | Erstveröffentlichung: 8. Oktober 2010 |

Weitere Singles
- 2011: Let Me Sing (Let Me Sing; Erstveröffentlichung: 21. Januar 2011)

## Filmografie
- 2011: Vorstadtkrokodile 3